# 跑者愉悦

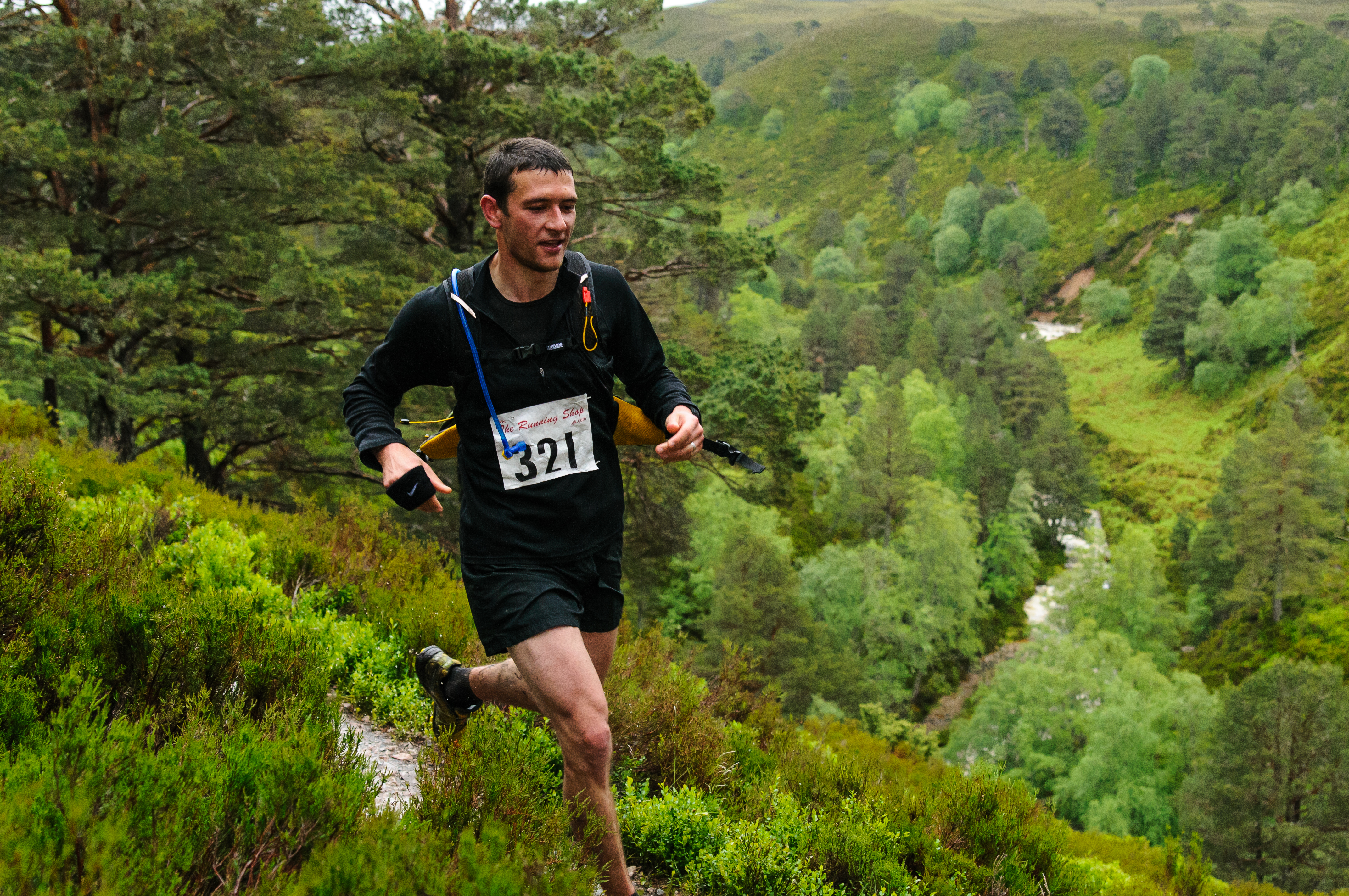
跑步者能够感受到一种常被称作“跑者愉悦”（Runner's High）的快感。

跑者愉悦（Runner's High）是一种短暂的兴奋状态，伴有焦虑感的减轻与疼痛阈值的升高，可由长时间持续的中等强度运动或短时间的高强度运动导致。此现象发生的确切频率尚未探明，但似乎应当是一种相对罕见的现象，并非每个运动员都会经历。此现象的名称来源于长跑（Distance Running）， 在赛艇运动中亦被称作“赛艇手愉悦”。

## 发生机制
发生机制：目前的医学研究表明，几种内源性欣快剂可导致与运动相关的愉悦感的产生，特别是苯乙胺（一种内源性精神兴奋剂）、β-内啡肽（一种内源性类阿片）和花生四烯乙醇胺（一种内源性大麻素）。但最近的研究表明，内啡肽由于无法穿过血腦屏障，因此在与跑者兴奋有关的愉悦感中作用有限，相反，能够穿过血脑屏障的内源性大麻素则更为重要。